# Mario Trejo (futebolista)
Mario Trejo (18 de setembro de 1961) é um ex-futebolista mexicano que competiu na Copa do Mundo FIFA de 1986.